# Citroën Ami One concept
La Citroën Ami One concept est un concept-car de micro-citadine électrique du constructeur automobile français Citroën, présenté à l'occasion de son centenaire en 2019 et préfigurant la Citroën Ami commercialisée à partir de juin 2020.

## Présentation
La Citroën Ami One concept est présentée au Salon international de l'automobile de Genève 2019 et célèbre les 100 ans du constructeur français fondé en 1919. Ce concept-car préfigure un modèle de série électrique présenté en février 2020 en marge du salon de Genève 2020.

### Design
Le design de l'Ami One concept est dû au designer Pierre Icard, au sein de l'équipe de Frédéric Duvernier, responsable des concepts Citroën.

## Caractéristiques électriques

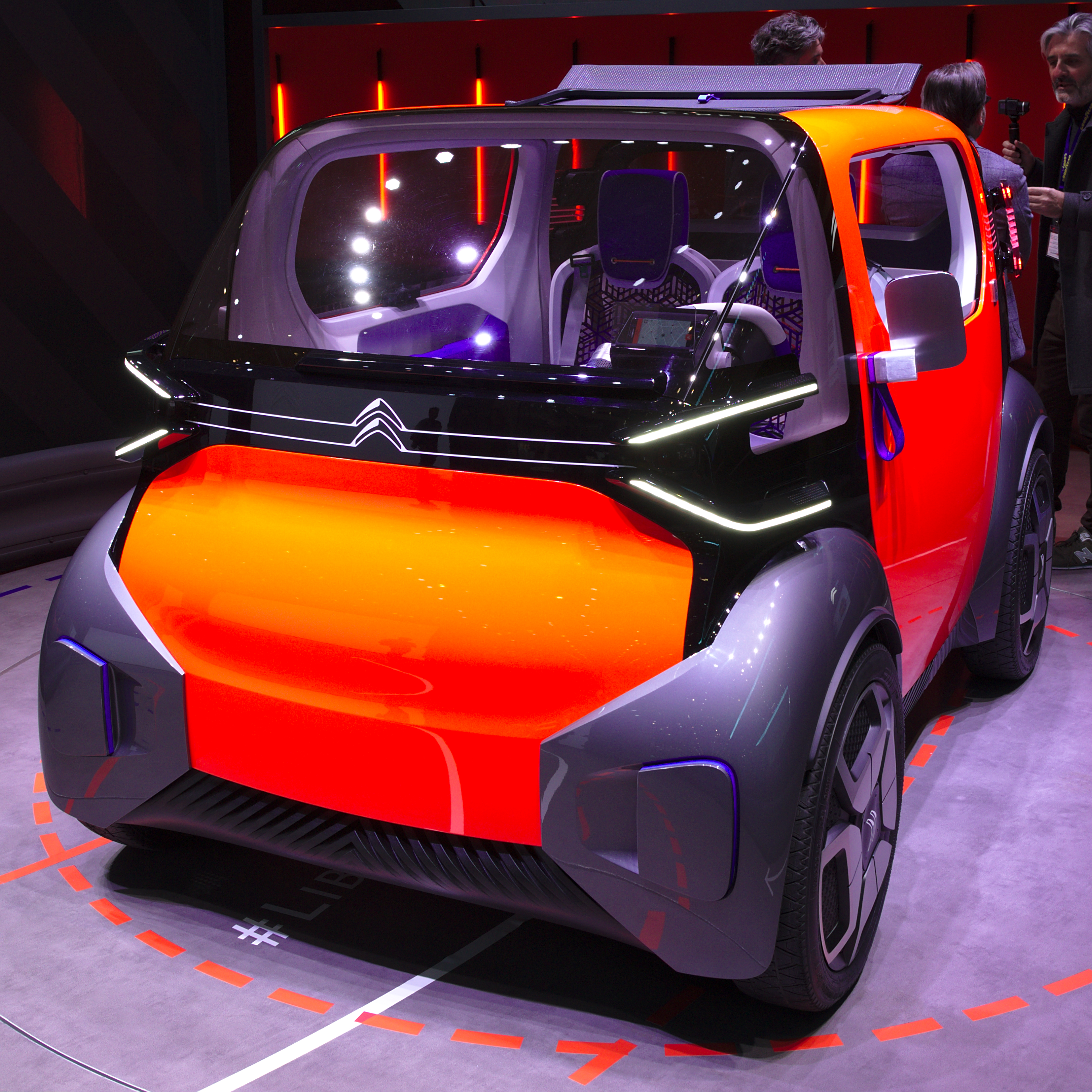
Face avant de l'Ami One

Citroën joue avec la symétrie sur son concept-car. Ainsi les boucliers avant et arrière sont identiques tout comme la proue et la poupe du concept, les feux avant et arrière, et le garde-boue avant droit se retrouve à l'arrière gauche et l'avant gauche à l'arrière droit. Les portières sont identiques de chaque côté du véhicule ce qui implique une ouverture classique côté passager et une ouverture antagoniste côté conducteur.
L'Ami One se distingue par ses dimensions compactes et son poids léger de 425 kg.
En interne, il comporte peu de composants. Le système multimédia est géré via le téléphone portable du conducteur , placé sur le tableau de bord , qui assure la recharge sans fil .
L'Ami One, dont le nom fait référence aux Citroën Ami 6 et 8 produites de 1961 à 1978, est une stricte 2 places dont les sièges sont légèrement décalés afin de lbérer de la place aux épaules entre conducteur et passager. Il garantit une autonomie de 100 km et une vitesse maximale de 45 km/h et peut donc être conduite à partir de 14 ans ou 16 ans selon le pays.

### Motorisation
Le Citroën Ami One Concept est un véhicule électrique urbain conçu pour la mobilité citadine. Il est propulsé par un moteur électrique qui offre une puissance suffisante pour les déplacements en milieu urbain tout en étant respectueux de l'environnement. 
Le Citroën Ami One Concept est équipé d'une motorisation électrique efficace qui offre une accélération fluide et une autonomie adaptée à une utilisation quotidienne en ville. Cette motorisation électrique permet à l'Ami One Concept de réduire les émissions de gaz à effet de serre, offrant ainsi une alternative écologique aux véhicules à moteur à combustion interne.

### Batterie
Le concept-car est dotée d'une batterie Lithium-ion d'une capacité de 14 kWh qui se recharge en 2 heures sur une Wallbox 7 kW.